# フランクフルタークランツ

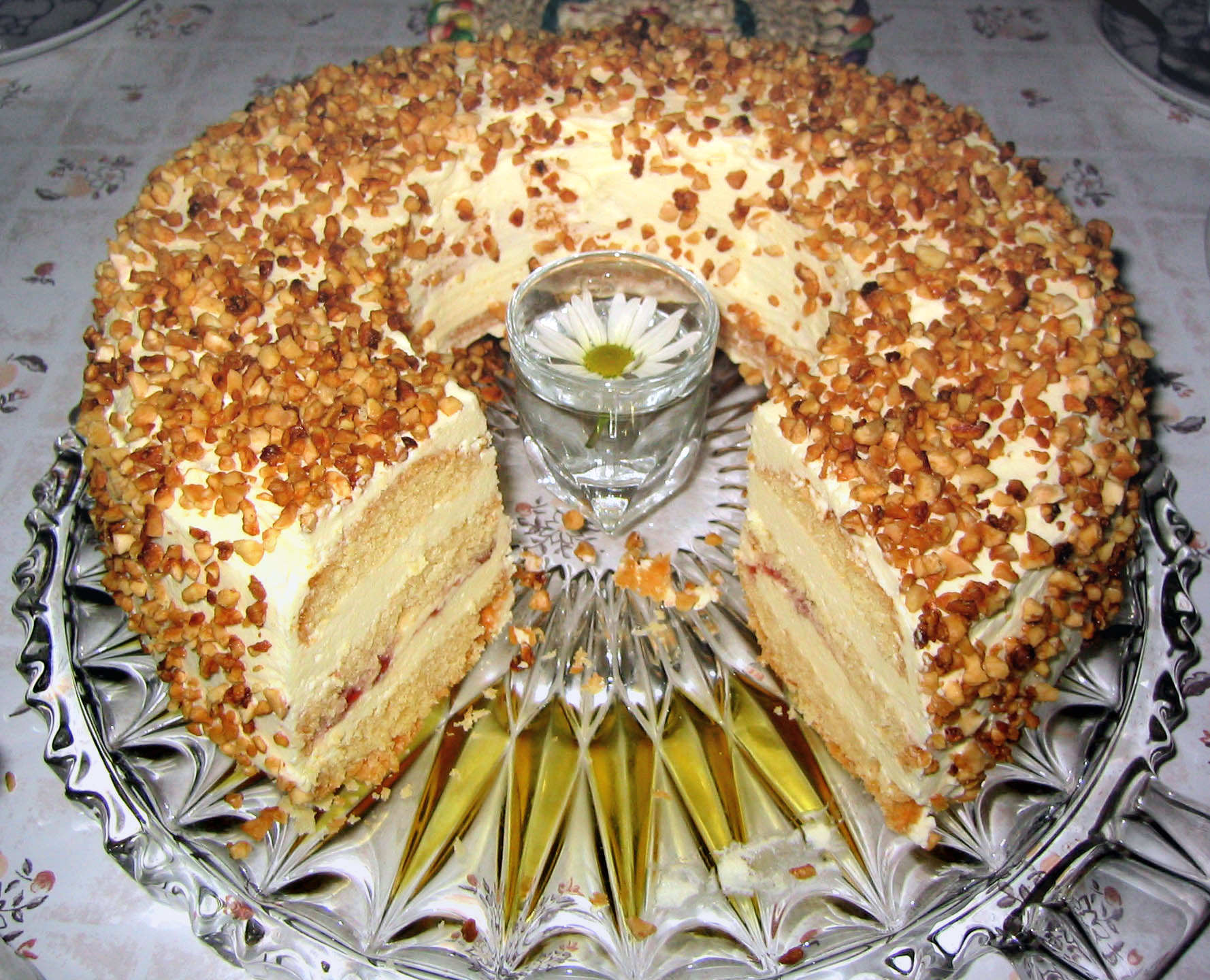
フランクフルタークランツ

フランクフルタークランツ（ドイツ語: Frankfurter Kranz) は、ドイツ西部のライン川の支流の一つ、マイン川の下流域に位置する都市フランクフルト・アム・マイン の銘菓である。

## 概要
名称は「フランクフルトの花輪」の意である。これはフランクフルト・アム・マインで中世に行われた盛大な戴冠式に由来する。
形状としては王冠を思わせるリング状のスポンジがバタークリームに覆われているのが特徴である。
ドイツでは、キャラメリゼしたナッツで表面が覆われていることも多い。アーモンドシュガーをまぶした白いフランクフルタークランツはユーハイムが日本で独自に開発した商品である。